# Bischofia javanica
Bischofia javanica es una especie de planta de flores perteneciente a la familia Phyllanthaceae. Con la especie B. polycarpa son los dos únicos miembros del género (Bischofia) y de la tribu (Bischofieae). Se distribuyen por el sur y sudeste de Asia hasta Australia y Polinesia. También se encuentra en China.

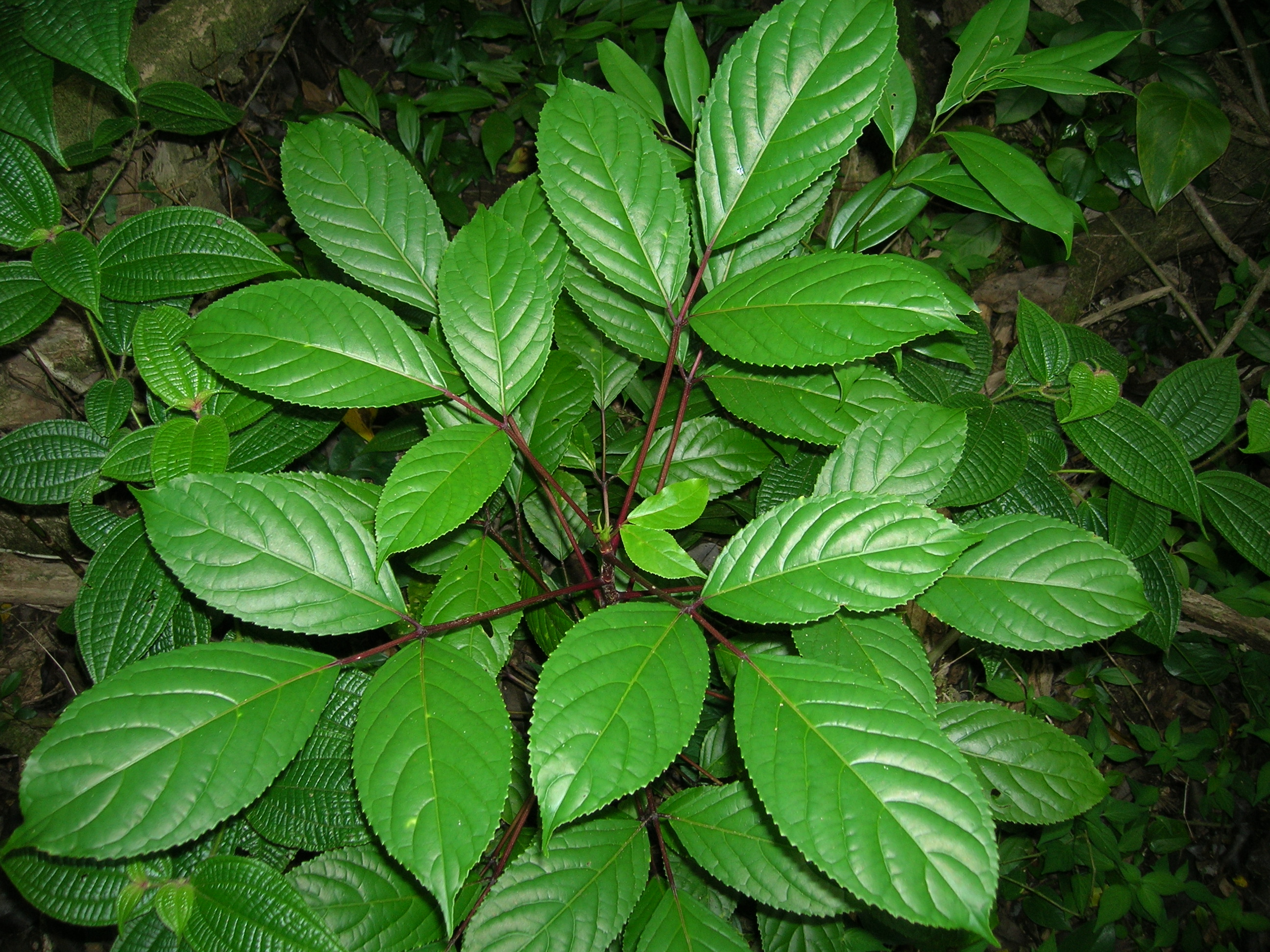
Detalle de las hojas

## Características

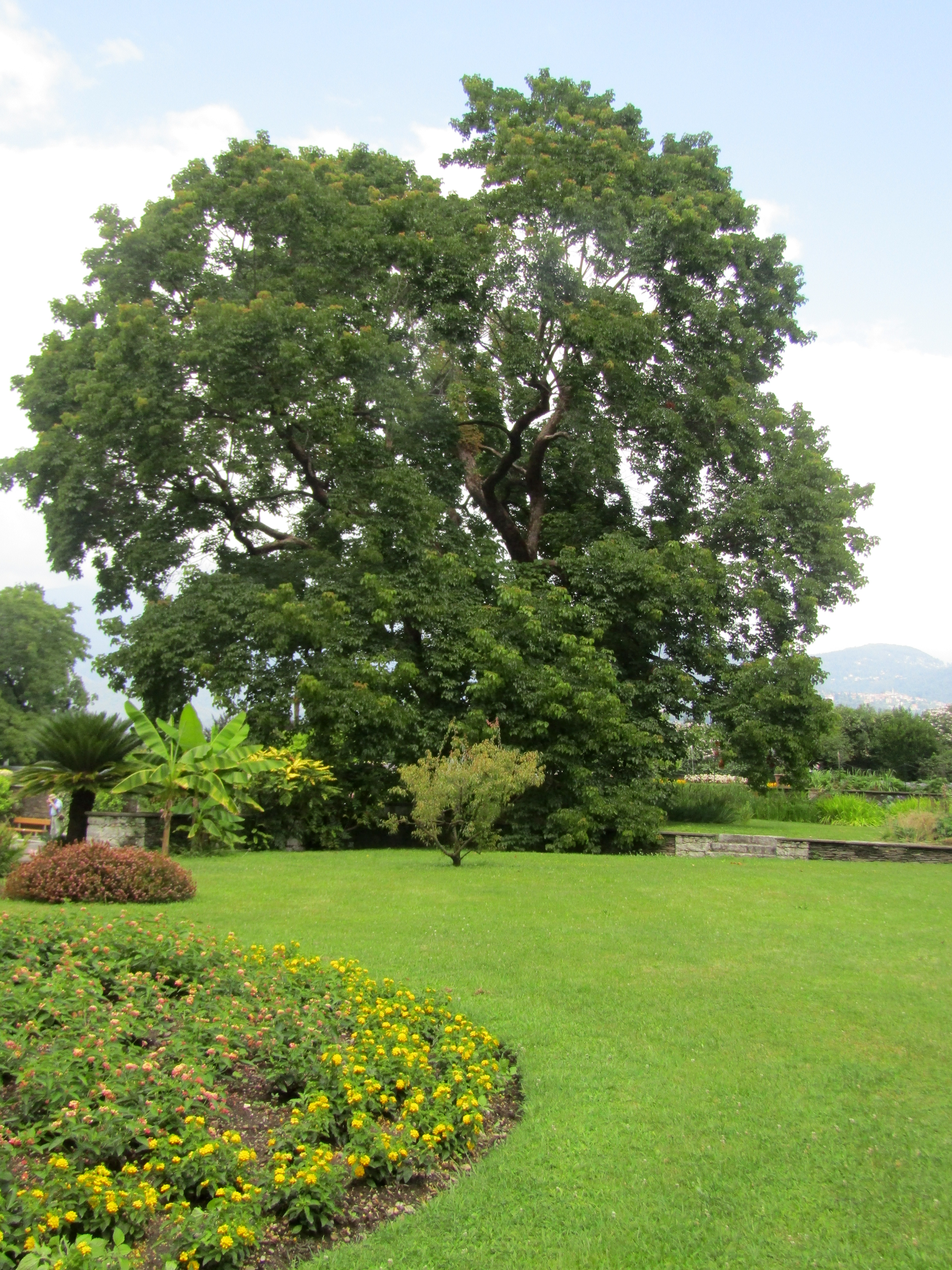
Árbol de B.javanica

- Su madera de color rojo oscuro se utiliza en la construcción.
- Su fruto se utiliza para hacer vino
- Sus semillas que son comestibles tienen un 30-54% de aceite que se usa como lubricante
- Su corteza es usada como fuente de tinte rojo
- Sus raíces se utilizan en medicina[1]

## Taxonomía
Bischofia javanica fue descrita por Carl Ludwig Blume y publicado en Bijdragen tot de flora van Nederlandsch Indië 17: 1168–1169. 1826[1827].
Sinonimia
- Andrachne trifoliata Roxb., Fl. Ind. ed. 1832, 3: 728 (1832)
- Stylodiscus trifoliatus (Roxb.) Benn., Pl. Jav. Rar.: 133 (1838)
- Bischofia cummingiana Decne. in Jacquem., Voy. Inde 4: 153 (1844)
- Bischofia oblongifolia Decne. in V.Jacquemont, Voy. Inde 4: 152 (1844)
- Bischofia roeperiana Decne. in V.Jacquemont, Voy. Inde 4: 153 (1844)
- Bischofia toui Decne. in V.Jacquemont, Voy. Inde 4: 153 (1844)
- Andrachne apetala Roxb. ex Wall., Numer. List: 7956 (1847), nom. inval
- Bischofia trifoliata (Roxb.) Hook., Hooker's Icon. Pl. 9: t. 844 (1851)
- Phyllanthus gymnanthus Baill., Adansonia 2: 240 (1862)
- Bischofia leptopoda Müll.Arg. in A.P.de Candolle, Prodr. 15(2): 479 (1866)
- Microelus roeperianus (Decne.) Wight & Arn., Edinburgh New Philos. J. 14: 298 (abril de 1833).[4][5]